# Едер (фудбалер, 1987)
Едерзито Антонио Маседо Лопес (Бисао, 22. децембар 1987), познатији као Едер, португалски је професионални фудбалер који игра на позицији нападача.
Године 2008. потписао је уговор с Академиком, а Браги се придружио после четири године. Током седам сезона наступио је у 143 утакмице Прве лиге Португалије и постигао 38 голова. Играо је и у Велсу, Француској и Русији.
Као португалски репрезентативац од 2012. представљао је своју земљу на Светском првенству 2014. и на Европском првенству 2016. На потоњем такмичењу, репрезентација Португалије је победила пошто је он постигао једини гол у финалу.

## Клупска каријера

### Младост
Едер је рођен 22. децембра 1987. у граду Бисао, у Гвинеји Бисао. Као дете се преселио у Португалију и с 11 година почео играти фудбал у фудбалској школи Адемија у округу Коимбра. Као сениор је дебитовао с Оливеиром до Оспитал, трећелигашким Торизенсеом и Академиком.

### Академика
Едер је у Првој лиги Португалије дебитовао за Академику 24. августа 2008. при поразу резултатом 0 : 1 у гостима против ФК Естрела да Амадора. На крају сезоне у утакмици против Навала постигао је свој први гол за клуб, којим је изједначио резултат на 1 : 1. Та утакмица је завршена Академикином победом 3 : 1.
Дана 2. маја 2010. Едер је постигао гол који се сматрао победничким против ФК Насионал, али су гости у 90. минуту изједначили на 3 : 3. Дана 12. септембра следеће године, против истог противника и такође у Коимбри, два пута је постигао погодак при победи резултатом 4 : 0. Завршио је сезону с пет голова у 16 наступа и помогао клубу да освоји свој први португалски куп од 1939. након победе у финалу над Спортингом из Лисабона. Међутим, Едер је наступао само у првим колима купа — био је суспендован због недолажења на тренинге неколико недеља. Уз то, расло је интересовање других клубова за њим.

### Брага
Едер је у лето 2012. потписао четворогодишњи уговор с Брагом. Званично је дебитовао за свој нови тим 2. септембра при поразу резултатом 0 : 2 против ФК Пасос де Фереира, али је после у том месецу постигао два поготка у победи над ФК Рио Аве резултатом 4 : 1 на домаћем терену. Осим тога, постигао је један гол у нерешеној утакмици 4 : 4 против Оланенсеа.
Дана 30. новембра 2012. године, у петом колу Купа Португалије, Едер је постигао победнички гол, чиме је Брага поразила Порто резултатом 2 : 1 и обезбедила пласман у четвртфинале. У лигашкој утакмици против ФК Мореиренсеа, 6. јануара 2013. постигао је једини гол у утакмици у 56. минуту. У обама полувременима локалног дербија против Виторије Гимараис 23. фебруара постигао је гол при победи резултатом 3 : 2 на Општинском стадиону Брага. Међутим, пропустио је остатак Прве лиге Португалије 2012/13. пошто је почетком марта покидао лигаменте колена.
У финалу купа 31. маја 2015. године, Едер је постигао први гол у утакмици против Спортинга из пенала пошто је Седрик Соарес искључен због фаулирања Джавана. Будући да је резултат био 2 : 2, изводили су се пенали. При извођењу Едер је промашио. На крају, Брага је поражена резултатом 2 : 3.

### Свонзи Сити и Лил
Дана 28. јуна 2015. клуб Свонзи Сити из Премијер лиге понудио је улог од приближно пет милиона фунти за трогодишњи уговор с Едером. Након потписивања дебитовао је 8. августа играјући последњих 11 минута утакмице 2 : 2 против носиоца титуле Челсија уместо Бафетимбиja Гомисa.
Будући да није постигао ниједан гол за клуб у 15 такмичарских утакмица и с обзиром на то да је имао само четири старта, Едер се придружио Лилу на позајмици до краја сезоне. У Првој лиги Француске дебитовао је 3. фебруара 2016. као замена Јасина Бензје на полувремену при победи домаћина против Кана резултатом 1 : 0. Свој први гол за клуб, који је уједно био и први на утакмици, постигао је после четири дана у нерешеној утакмици 1 : 1 против Рена, такође на Стадиону Пјер Мороа.
Едер је одиграо пуних 90 минута у финалу Лига купа Француске 23. априла 2016. године, при којем је Парис Сен Жермен поразио Лил резултатом 2 : 1. Пошто је помогао свом тиму да заврши на петом месту и пласира се у Лигу Европе, 24. маја потписао је стални четворогодишњи уговор.
Дана 2. марта 2017. постигао је закључни гол у 4. минуту продужетака. Лил је тад поразио ФК Бержерак Перигор из Четврте лиге Француске резултатом 2 : 1 у осмини финала.

### Локомотива Москва
Едер се 23. августа 2017. придружио клубу Локомотива Москва из Премијер лиге Русије у сезонској позајмици с могућношћу откупа. Дана 5. маја 2018. постигао је победоносни гол у 87. минуту из центаршута Владислава Игнатјева против ФК Зенит из Санкт Петербурга при победи резултатом 1 : 0. То је помогло његовој екипи да добије прву лигашку титулу од 2004.
С Локомотивом је потписао пуни уговор 16. јула 2018. Након тога је први погодак постигао 21. октобра 2020. у нерешеној утакмици 2 : 2 у гостима против ФК Ред бул из Салцбурга у групној фази Лиге шампиона 2020/21.

## Репрезентативна каријера
Едер је одлучио да игра за репрезентацију Португалије. Након изузетних клупских наступа за Брагу позван је први пут у репрезентацију у августу 2012. за утакмицу против Луксембурга у квалификација за Светско првенство 2014. Међутим, остао је неупотребљена замена при победи резултатом 2 : 1 у гостима 7. септембра. Дебитовао је после четири дана на истом такмичењу заменивши Елдера Постигу у последњим минутима победе домаћина над Азербејџаном резултатом 3 : 0.
Едер је 19. маја 2014. изабран за члана репрезентације Португалије, која се састојала од 23 играча, на светском првенству у Бразилу. На такмичењу је дебитовао 16. јуна заменивши повређеног Уга Алмеиду у првој половини утакмице групне фазе. На крају, репрезентацију је поразила Немачка резултатом 0 : 4. У другој утакмици, на којој је постигнут нерешен резултат 2 : 2 против Сједињених Америчких Држава, рано је заменио Постигу, такође повређеног нападача.
Свој први репрезентативни погодак постигао је на 18. наступу. То је био једини гол на пријатељској утакмици и њиме је 16. јуна 2015. поражена репрезентација Италије на Стадиону Женева. Фернандо Сантос га је изабрао за свој састав на Европском првенству 2016. Едер се појавио на три утакмице као замена и постигао једини гол у финалу којим је поразио домаћина Француску током продужетака.
Едер није изабран за члана репрезентације на Купу конфедерација 2017. године, а заменио га је Андре Силва из Порта. Био је обухваћен на прелиминарном списку од 35 играча за Светско првенство 2018, али га је Сантос на крају ипак изоставио.

## Одликовања

### Клупска
Академика
- Куп Португалије: 2011/12.

Брага
- Лига куп Португалије: 2012/13.

Локомотива Москва
- Премијер лига Русије: 2017/18.[33]
- Куп Русије: 2018/19, 2020/21.[50]
- Суперкуп Русије: 2019.

### Репрезентативна
Португалија
- Европско првенство: 2016.[46]

### Ордени
- Орден за заслуге — командант[51]